# Portatore sano
Il concetto di portatore sano viene utilizzato in medicina sia in ambito infettivologico, per identificare un individuo infettato da un agente patogeno trasmissibile ma che non presenta sintomi della malattia (spesso viene definito anche "portatore asintomatico") sia in genetica, per quelle persone che hanno ereditato un gene correlato a una malattia genetica recessiva in assenza di un quadro clinico dovuto alla malattia stessa.

## Significato epidemiologico
Benché non venga colpito dalla malattia, un portatore sano ha una grande importanza dal punto di vista epidemiologico, in quanto è un vettore, cioè può trasmettere la malattia infettiva ad altri individui, o la malattia genetica ai suoi discendenti, talvolta ignorando di essere un portatore sano.

### Nelle malattie infettive
I portatori sani hanno un ruolo importante nella trasmissione di numerosi patogeni, come HBV, Salmonella typhi, HIV, C. difficile, virus influenzali, Vibrio cholerae, Mycobacterium tuberculosis e SARS-CoV-2. Nel caso dei virus influenzali (compreso il Sars-CoV-2) è aperto il dibattito fra gli studiosi sul reale apporto degli asintomatici alla diffusione della malattia.

### Nelle malattie genetiche
Le malattie genetiche dovute ad alleli recessivi non si manifestano quando il genotipo è eterozigote per il gene interessato, ma rendono il soggetto un portatore sano; un eventuale figlio di due portatori sani potrà manifestare la malattia nel caso riceva entrambi gli alleli recessivi dai genitori, quindi con una probabilità del 25%.
Esistono condizioni intermedie in cui una condizione patogena molto attenuata si manifesta con la sola presenza di un solo allele recessivo, ma che per la sua forma esigua fa definire l'affetto come "sano", anche se clinicamente permangono condizioni discoste dalla normalità; rientrano in questa categoria la talassemia e l'anemia falciforme (forma "minor").
Ancora la condizione di portatore sano genetico si verifica quando la eterozigosi patogena è neutralizzata dal gene sessuale complementare, mentre la condizione di patologia si manifesta quando manca tale neutralizzazione. (femmine portatrici XX, e maschi affetti XY, dove "X" è il soma neutralizzatore). Malattie tipiche sono alcune forme di emofilia.